# آدم ووكر (لاعب كرة قدم أمريكية أمريكي)
آدم ووكر (بالإنجليزية: Adam Walker)‏ هو لاعب كرة قدم أمريكية أمريكي، ولد في 7 يونيو 1968 في بيتسبرغ في الولايات المتحدة.

## وصلات خارجية
- آدم ووكر على موقع مرجع كرة القدم المحترفة.كوم (الإنجليزية)